# محافظ کیوتو
کیوتو شوگوشوکو (به ژاپنی: 京都守護職 Kyōto Shugoshoku) یک دفتر وابسته به امور اداری شوگون‌سالاری توکوگاوا بود که از سال ۱۸۶۲ تا ۱۸۶۸ دایر بود. این دفتر مسئول امور مربوط به حفظ صلح در شهر کیوتو و اطراف آن بود. این دفتر تا حد زیادی جایگزین دفتر موجود کیوتو شوشیدای شد، اگرچه این دو دفتر تا سال ۱۸۶۷ در کنار هم وجود داشتند، زمانی که هر دو لغو شدند.
ماتسودایرا کاتاموری از آیزو این مقام را برای مدت زیادی در اختیار خود داشت، به استثنای یک دوره کوتاه در سال ۱۸۶۴، زمانی که این دفتر توسط ماتسودایرا یوشیناگا از قلمرو فوکویی اداره می‌شد.

## جدول زمانی
- بونکیو (دوره) ۲ (۱۸۶۲): ماتسودایرا کاتاموری به عنوان شوگوشوکوی کیوتو منصوب می‌شود. در معبد کونکای-کومیو در دامنه کوه هیگاشیاما اردو می‌زند.
- بونکیو ۳ (۱۸۶۳): شینسنگومی شوگوشوکوی کیوتو می‌شود.
- بونکیو ۳ (۱۸۶۳): تغییر سیاسی روز هیجدهم ماه هشت را انجام می‌دهد. در سرکوب قیام یاماتو تنچو-گومی و قیام ایکونو شرکت می‌کند.
- گنجی (دوره) ۱ (۱۸۶۴): ماتسودایرا شونگاکو موقتاً جایگزین کاتاموری می‌شود، اما کاتاموری به سمت خود بازمی‌گردد. در حادثه هاماگوری گومون (حادثه کینمون) شرکت می‌کند.
- کیئو (دوره) ۳ (۱۸۶۷): کیوتو شوگوشوکو با فراخوان برای احیای حکومت امپراتوری (ژاپن) منحل می‌شود.